# Aeródromo de Pradera del Ganso
El Aeródromo de Pradera del Ganso o Aeródromo de Puerto Darwin (del inglés: Goose Green Airfield) (IATA: ? - OACI: SFDW) es un aeródromo ubicado en los asentamientos de Pradera del Ganso y Puerto Darwin, en la isla Soledad, Islas Malvinas. Reciben aviones Islander del Falkland Islands Government Air Service con destino al Aeropuerto de Puerto Argentino/Stanley.

## Guerra de las Malvinas
Al inicio de la guerra de las Malvinas, en el istmo de Darwin los argentinos improvisaron un aeródromo estratégico en una pista de tierra, al que bautizaron Base Aérea Militar Cóndor (BAM «Cóndor»), donde operaban los FMA IA-58 Pucará, siendo una de las bases del Teatro de Operaciones Malvinas y conformando el Escuadrón Aeromóvil Pucará Malvinas. La Fuerza Aérea Argentina la creó el 15 de abril de 1982, quedando al mando el vicecomodoro Wilson Pedrozo. A partir del 26 de abril, se situaron en esa base ocho aviones Pucará. Los aviones británicos bombardearon la base el 1, 8, 12, 17, 21, 25, 27 y 28 de mayo, con el objetivo de destruir la base. Luego ocurrió la batalla de Pradera del Ganso.